# Elezioni parlamentari in Camerun del 2007
Le elezioni parlamentari in Camerun del 2007 si tennero il 22 luglio per il rinnovo dell'Assemblea nazionale.
L'esito elettorale fu annullato in alcune circoscrizioni, ove vennero indette nuove elezioni per il 30 settembre.

## Risultati
| Liste                                             | Voti | % | Seggi |
| ------------------------------------------------- | ---- | - | ----- |
| Raggruppamento Democratico del Popolo Camerunese  |      |   | 153   |
| Fronte Social-Democratico                         |      |   | 16    |
| Unione Nazionale per la Democrazia e il Progresso |      |   | 6     |
| Unione Democratica del Camerun                    |      |   | 4     |
| Movimento Progressista                            |      |   | 1     |
| Altri                                             |      |   | -     |
| Totale                                            |      |   | 180   |